# Hiéroglyphe égyptien A25
Le hiéroglyphe égyptien A25 (homme debout frappant de la main droite avec un bâton) est classifié dans la section A « L'Homme et ses occupations » de la liste de Gardiner ; il y est noté A25.

## Représentation
Il représente un homme debout, le buste légèrement penché par l'élan de son action, tenant de la main droite un petit bâton recourbé qu'il abat devant lui et le bras droit pendant dans son dos. Il est translittéré ḥwj.

## Utilisation
| V28 | A25 | A24 |

| V28 | A25 | A24 |

C'est un déterminatif des termes liés à l'activité physique et à la force musculaire.
À ne pas confondre avec :
| A24 |

| A24 |

| A59 |

| A59 |